# Имперское перенапряжение
Имперское перенапряжение (калька с англ. imperial overstretch) — постулированное П. Кеннеди в 1987 году в книге «Взлёты и падения великих держав» предположение о том, что чрезмерные военные обязательства, возникающие у великих держав, приводят к падению темпов роста и распаду. Пороговое значение оборонных расходов Кеннеди оценивал в 10 % от ВВП, а в случае наличия других системных сложностей — в 5 %. Сам Кеннеди применял свои оценки в том числе и к США, но последующие авторы использовали их для объяснения судьбы СССР, где в конце существования доля военных расходов доходила до 20 % ВВП.
Осознание эффекта возникло задолго до Кеннеди: уже в 1902 году Чемберлен сравнил Британскую империю с усталым титаном, на плечах которого лежит слишком много забот о судьбах мира.
Гипотеза Кеннеди подверглась критике. Так, А. Мирою замечает, что из предсказаний, сделанных Кеннеди в книге (ослабление США и СССР, рост мирового влияния Евросоюза и Японии), через 25 лет исполнилось лишь одно (об СССР). Он также отмечает, что падение, скажем, Римской империи, на деле заняло очень короткое время: в начале V века римские границы проходили примерно там же, где и при Тиберии за 400 лет до этого, хотя сторонниками теории перенапряжения утверждается, что оно возникло ещё при Траяне. Ситуация с Российской империей и вовсе не следует шаблону: к моменту распада империя пришла с экономикой, демонстрировавшей быстрый рост. Некоторые историки не соглашаются и с Чемберленом, считая, что империя была экономически выгодна для Великобритании как до Первой мировой войны, так и после неё.
Д. Флориг предлагает использовать другой термин — англ. hegemonic overreach («гегемонистский замах») — который подчёркивает отсутствие неизбежности социального коллапса империи-гегемона.